# Bifurcación dura
Las bifurcaciones duras (del inglés hard fork) son bifurcaciones de una cadena de bloques que implican cambios radicales de las reglas de consenso de una criptomoneda y que en consecuencia hacen incompatibles a los nodos actualizados con los nodos no actualizados de forma que se le hace técnicamente imposible a los primeros validar bloques producidos por los segundos.
Pueden ser usados tanto para hacer actualizaciones consensuales, también llamadas «hard forks no contenciosos», que arreglen fallas o agreguen, mejoren e incluso eliminen características (en cuyo caso es necesario actualizar todos los nodos para que no ocurra una bifurcación involuntaria de la red), como para intentar reformar una blockchain en busca de un nuevo consenso a través de una guerra de hash o crear nuevas monedas a través de «hard forks contenciosos».

## Definición técnica
Una bifurcación de consenso que hace válidas estructuras previamente inválidas. Los hardforks requieren que todos los usuarios se actualicen.

## Tipos de bifurcaciones duras

### Activado por el minero
Un hard fork activado por el minero (MAHF) es un tipo de bifurcación dura cuya activación depende de un proceso de señalización en el que participan los nodos de minería mediante su poder de hash.

### Activado por el usuario
Un hard fork activado por el usuario (UAHF) es un tipo de bifurcación dura cuya activación no depende del apoyo de la mayoría de los nodos de minería.
Es un método de secesión pacífica de la cadena planteado por primera vez por la empresa minera Bitmain como plan de contingencia ante el UASF BIP148 y puesto en práctica el 1 de agosto de 2017 para bifurcación a Bitcoin Cash de la red Bitcoin.
Una bifurcación de este tipo consiste en que los desarrolladores agregan un juego de reglas obligatorias adicionales que se activan al llegar un flag day y generan un bloque no válido para la cadena original que sí es válido para los nodos actualizados. De esta forma se obtiene una división (chain split) limpia de la cadena que no requiere de una mayoría de la potencia de hash.

## Eventos relacionados

### Actualización de red
Las actualizaciones de red (del inglés network upgrade) son eventos mediante los cuales los nodos de una blockchain implementan un nuevo conjunto de reglas de consenso de forma programada.
Estas pueden ser contenciosas, lo que implica un alto riesgo de producir una división de la red o una guerra de hash, o no contenciosas, cuando existe suficiente soporte por parte de la comunidad, empresas y mineros para mantener ese bajo riesgo.

### División de la cadena
También denominadas división de la moneda (coin split), división de la cadena (chain split), bifurcación de la blockchain (blockchain fork), o simplemente bifurcación de la cadena (chain fork), son divisiones accidentales o coordinadas de la red de una criptomoneda que dan como resultado la existencia de dos cadenas de bloques separadas con un ancestro común. Esto puede ser causado tanto por un hardfork como por un soft fork e incluso ocurrir sin que se haya ejecutado ninguno de estos.
Un evento de este tipo puede generar accidental o deliberadamente una nueva criptomoneda derivada de la original, la cual puede tener el objetivo de competir con la versión preexistente (casos de Ethereum Classic, Bitcoin Cash y Bitcoin SV), o suponer bifurcaciones amigables (friendly forks) o spoons, las cuales buscan ser alternativas complementarias sin intención de rivalizar de forma directa (como en los casos de Ycash, Alternateth y Athereum) .
También puede producirse por un error en el código o por una incompatibilidad imprevista entre distintos clientes de minería.

### Guerra de hash
Las guerras de hash (de inglés hash war) son conflictos que implican la división del poder de minado de una criptomoneda en apoyo a consensos diferentes sobre las reglas del protocolo. Durante eventos de este tipo, ambas partes suelen tener como objetivo convertir o mantener su versión de la cadena como aquella con el apoyo mayoritario y defenderla de potenciales ataques de otras facciones, y generalmente al menos una de las partes no tiene la intención de permitir una bifurcación permanente, y suele estar dispuesta a organizar ataques de reorganización en contra de la versión contrincante para provocar perdidas económicas y socavar la confianza en ella para que esta caiga en desuso y se le pueda considerar virtualmente muerta.
El primer ejemplo de este tipo de eventos fue el conflicto entre los simpatizantes de la hoja de ruta de los equipos de desarrollo de Bitcoin ABC y Bitcoin SV node que inició formalmente con el hardfork contencioso de Bitcoin Cash del 15 de noviembre de 2018 y que culminó día 26 de ese mismo mes cuando los líderes de la facción Bitcoin SV aceptaron mediante un comunicado de prensa que la división entre Bitcoin Cash (BCH) y Bitcoin SV (BSV) era definitiva.